# Javier Miranda Martínez
Javier Miranda Martínez (Vitoria, 15 de marzo de 1954-Pamplona, 26 de marzo de 2019) fue un empresario español, presidente del Club Atlético Osasuna desde 1998 hasta 2002.

## Biografía
Miranda fue un empresario hostelero que residía de pequeño en el barrio pamplonés de la Rochapea. 
El 29 de enero de 1998 ocupó la presidencia del  Club Atlético Osasuna, tras ganar en las elecciones a su contrincante Pedro Pegenaute. Su presidencia al frente del club rojillo no estuvo exenta de polémica por diversos hechos acaedidos durante su presidencia. Se enfrentó a la policía en defensa de dos socias, a las que se les impedía la entrada al estadio por bañarse en la playa de La Concha o por determinadas declaraciones en entrevistas con los medios de comunicación.
Deportivamente, durante su mandato se produjo el llamado "Caso Gancedo", donde tuvo que mediar para reducir la repercusión mediática y consiguió el ascenso a Primera División de la mano del técnico Miguel Ángel Lotina tras seis temporadas en 2ª División.
Falleció en el Complejo Hospitalario de Navarra, donde permanecía ingresado desde el 20 de marzo. Miranda luchaba contra una enfermedad que se le había diagnosticado el pasado verano.
Miranda estaba casado y tenía dos hijos y tres nietos.